# Anemia cicutaria
Anemia cicutaria är en ormbunkeart som beskrevs av Kze. Anemia cicutaria ingår i släktet Anemia och familjen Anemiaceae. Inga underarter finns listade.